# アリス・クラブ
『アリス・クラブ』（Alice Club）は、日本の少女ヌード専門誌。1990年代の第2次ロリータ・ブームを支え、発行部数8万部を達成。同業誌の多くが短命に終わる中で約10年続いた。

## 沿革
1988年に白夜書房の漫画雑誌『COMIC SISTERS』の増刊として創刊。
当初は内容が薄く、よい雑誌とは言えなかった。しかもその後、東京・埼玉連続幼女誘拐殺人事件で業界は大打撃を受け、宮﨑勤の蔵書に無かった本誌は生き残ったものの、新規の少女写真を調達できなくなった。そこでロリータ史という見地から過去の写真集の紹介を始め、ブームを巻き起こした。
1990年に正式に単独の雑誌（隔月刊）となる。
1995年に発行元がコアマガジンに移管されたが、その後の児童ポルノ規制の強化、特に1999年の児童ポルノ法の成立・公布が決定打となり、同年9月に休刊(事実上の廃刊)となった。
増刊号として『Milk Club』、姉妹誌に『小説アリス』（綜合図書）があった。

## 内容
本誌に限らず、当時のロリコン雑誌の主な内容は以下のようなものだった。
- モデルのグラビア
- 読者からの投稿写真 - 一般の少女を写したもので、当時は「スナイパー写真」と呼ばれていた。
- ポルノ小説・漫画
- 写真集やビデオ作品のレビュー
- 子役タレントの情報 - 本誌では、子供アイドルのことを「コドル」と称していた。

## バックナンバー
※主なモデル, 特集名を併記する。
1992年
・1月号　織絵可奈子・欧羅巴の天使たち
・3月号　中野姉妹・欧羅巴の天使たち
・5月号　野中めぐみ・ルイス・キャロルの愛した少女たち・ロリコンランド特集・Hey!Buddy特集　※
・7月号　沢井知加・諏訪野しおり大研究・ロリコンランド特集
・9月号　花咲まゆ・美保・Hey!Buddy特集
・11月号　五月なみ・ソフィ・山下ひとみ・ピコ　※
1993年
・1月号　美保・なみ・相原奈々子・ソフィ・早見裕香・諏訪野しおり・倉橋のぞみ・Hey!Buddy特集
・3月号　直美・ソフィ・吉沢あゆみ・早見裕香・麻田奈美・アリス冒険号特集
・5月号　秋山舞・メリック
・7月号　梶原香・ソフィ
・9月号　花咲まゆ・研究フレッシュプチトマト
・11月号　藤野姉妹・ソフィ・萩尾ゆかり
1994年
・1月号　五月なみ・マリアン・ピコ・少女M・写真時代特集　※
・3月号　西村理香・マリアン・プライベートビデオ完全コレクション・ヨーロッパの妖精たち・写真時代特集　※
・5月号　篠原きよみ・萩尾ゆかり・野中めぐみ・沢井知加・無名の天使・プライベートビデオ完全コレクション・写真時代特集　※
・7月号　美由紀・プライベートビデオ完全コレクション・にんふらばあ特集・写真時代特集
・9月号　なみ・花咲まゆ・あゆみ・ソフィ・プライベートビデオ完全コレクション・写真時代特集
・11月号　仁科留美・小早川いづみ・AS FAR AS THE EYE CAN SEE
1995年
・1月号　三浦佳代子・まりの（雑誌『絶体絶命』第3号より）・ソフィ　※
・11月号　菊池麻美
1996年
・1月号　廣本悟己・シャロン・お風呂に入ろうよ　※
1997年
・5月号　西村理香・三浦佳代子・諏訪野しおり・五月なみ・アリスマガジン検証　※
1998 年
・1月号　天本留美・諏訪野しおり　※
・3月号　廣本悟己　※
1999年
・1月号　西村理香・廣本悟己
・5月号　西村理香・倉橋のぞみ・五月なみ
・7月号　西村理香

## 読者層
第2次ロリータブームは、新規の写真集が出てきづらくなった代わりに、過去の作品が高値で取引されるようになった時代である。元値1200円のムックに6 - 7万円のプレミアが付き、清岡純子の限定写真集にいたっては3 - 4万円のものに80万円以上の値がついたこともあった。過去は当たり前のように手に入った物を必死に追い求める時代であり、『アリス・クラブ』創刊から携わってきた斉田石也は「大勢のライトなマニアが去った後に、コアなマニアが生き残った」と述べている。
しかしその一方で斉田は、過去の写真集をコレクションとして収集する風潮に「志向のカタログ化」を読み取り、本当に少女にしか性的関心を覚えないようなマニアはより深く狭い世界に潜行しており、『アリス・クラブ』の読者にはあまりいないのではないかとも語っている。